# Pręgoszczur górski
Pręgoszczur górski (Chrotomys whiteheadi) – gatunek ssaka z podrodziny myszy (Murinae) w obrębie rodziny myszowatych (Muridae).

## Zasięg występowania
Pręgoszczur górski występuje w Kordylierze Centralnej, na górze Palali w górach Caraballo i na górze Anacuao w południowej części gór Sierra Madre, w północnej części wyspy Luzon, należącej do Filipin.

## Taksonomia
Gatunek po raz pierwszy zgodnie z zasadami nazewnictwa binominalnego opisał w 1895 roku brytyjski zoolog Oldfield Thomas nadając mu nazwę Chrotomys whiteheadi. Holotyp pochodził z Mount Data, na wysokości 8000 ft (2438 m), w Lepanto, w północnym Luzonie, w Filipinach. 
Chrotomys whiteheadi wydaje się być najbliżej spokrewniony z Ch. gonzalesi i Ch. mindorensis. Autorzy Illustrated Checklist of the Mammals of the World uznają ten takson za gatunek monotypowy.

### Etymologia
- Chrotomys: gr. χρως khrōs, χρωτος khrotos „kolor”; μυς mus, μυoς muos „mysz”[7].
- whiteheadi: John Whitehead (1860–1899), brytyjski podróżnik, kolekcjoner z Borneo w latach 1885–1888, Filipin w latach 1893–1896 oraz Hajnanu w 1899 roku[8].

## Morfologia
Długość ciała (bez ogona) 144–177 mm, długość ogona 95–133 mm, długość ucha 23–27 mm, długość tylnej stopy 35–42 mm; masa ciała 73–160 g. 

## Ekologia
Środowisko naturalne pręgoszczura górskiego stanowią lasy deszczowe zwrotnikowe i podzwrotnikowe.